# Посольство Финляндии в Японии
Посольство Финляндии в Японии (яп. 駐日フィンランド大使館) — дипломатическое представительство Финляндской Республики в столице Японии городе Токио.

## История
Дипломатические отношения между Финляндией и Японией были установлены 6 сентября 1919 года в ответ на признание Японией 23 мая 1919 года суверенитета Финляндии.
19 сентября 1944 года правительство Финляндии подписало мирный договор с союзными державами и прекратило дипломатические отношения со странами «оси» и их союзниками.
После Второй мировой войны дипломатические отношения между двумя странами были возобновлены в 1952 году на уровне консульств и 8 марта 1957 года — на уровне посольств.
Кроме посольства, Финляндия имеет почётное генеральное консульство в городе Осака и ряд почётных консульств в городах Саппоро, Нагоя и Китакюсю.